# Briefmarken-Jahrgang 1959 der Deutschen Bundespost Saarland
Die Briefmarken der Deutschen Bundespost Saarland wurden nach der Eingliederung des Saarlandes in die Bundesrepublik Deutschland von 1957 bis 1959 herausgegeben. Diese Briefmarken wurden notwendig, da im Bundesland Saarland noch bis zum 5. Juli 1959 der Saar-Franken oder kurz Franc als Währung galt. Die Briefmarken des Saarlandes zeichnen sich daher zum einen durch die Angabe Saarland und zum anderen durch die Währungsbezeichnung F aus. Alle Marken, mit Ausnahme der 1957er Ausgabe Serie Heuss, Saarland (I), tragen dieses Währungszeichen.
Der Jahrgang 1959 umfasste 4 Sondermarken, Dauermarken wurden keine herausgegeben.

## Liste der Ausgaben und Motive
Legende
- Bild: Eine bearbeitete Abbildung der genannten Marke. Das Verhältnis der Größe der Briefmarken zueinander ist in diesem Artikel annähernd maßstabsgerecht dargestellt. Sollten keine Marken abgebildet sein, liegt es daran, dass das Urheberrecht des Künstlers noch nicht erloschen ist.
- Beschreibung: Eine Kurzbeschreibung des Motivs und/oder des Ausgabegrundes. Bei ausgegebenen Serien oder Blocks werden die zusammengehörigen Beschreibungen mit einer Markierung versehen eingerückt.
- Wert: Der Frankaturwert der einzelnen Marke in Saar-Franken. Ein „+“ bedeutet, dass es sich um eine Zuschlagsmarke handelt (= Frankaturwert + Spende).
- Ausgabedatum: Das Datum des erstmaligen Verkaufs dieser Briefmarke.
- Gültig bis: Das Datum, an dem die Gültigkeit endete.
- Auflage: Soweit bekannt, wird hier die zum Verkauf angebotene Anzahl dieser Ausgabe angegeben.
- Entwurf: Soweit bekannt, wird hier angegeben, von wem der Entwurf dieser Marke stammt.
- Mi.-Nr.: Diese Briefmarke wird im Michel-Katalog unter der entsprechenden Nummer gelistet.

| Sondermarken | |               |                       |              |           |               |         |
| Bild         | Beschreibung | Wert in Franc | Ausgabe- datum (1959) | gültig bis   | Auflage   | Entwurf       | Mi.-Nr. |
|              | 500. Geburtstag von Jakob Fugger (1459–1525) auch genannt Jakob Fugger der Reiche, war seinerzeit Europas reichster und bedeutendster Kaufmann und Bankier | 15            | 6. März               | 5. Juli 1959 | 1.984.842 | Ernst Göhlert | 445     |
|              | 50 Jahre Großstadt Saarbrücken Altes Rathaus von Saarbrücken, Rathaus St. Johann, Hüttensilhouette                                                         | 15            | 1. April              | 5. Juli 1959 | 1.971.192 | Schmidt       | 446     |
|              | Internationale Saarmesse 1959 Das Messeemblem der Saarmesse und stilisierte Hände                                                                          | 15            | 1. April              | 5. Juli 1959 | 1.998.884 | Mylo          | 447     |
|              | 100. Todestag von Alexander von Humboldt (1769–1859) deutscher Naturforscher und Mitbegründer der Geographie als empirischer Wissenschaft                  | 15            | 6. Mai                | 5. Juli 1959 | 1.199.730 | Herbert Kern  | 448     |